# Jane Zhang
Jane Zhang —en xinès tradicional: 張靚穎; en xinès simplificat: 张靓颖; en pinyin: Zhāng Jìngyǐng— (Chengdu, província de Sichuan, 11 d'octubre de 1984) és una cantant de la República Popular de la Xina que el 2005 participa en el concurs "La súper cantant" de la televisió de Hunan i queda en tercer lloc, iniciant la seva carrera musical.